# Kolowr
Kolowr (persiska: كلور, كُلور) är en ort i Iran.   Den ligger i provinsen Ardabil, i den nordvästra delen av landet, 300 km nordväst om huvudstaden Teheran. Kolowr ligger 1 619 meter över havet och antalet invånare är 2 380.
Terrängen runt Kolowr är bergig åt nordväst, men åt sydost är den kuperad. Kolowr ligger nere i en dal.Runt Kolowr är det ganska glesbefolkat, med 38 invånare per kvadratkilometer. Kolowr är det största samhället i trakten. Trakten runt Kolowr består i huvudsak av gräsmarker.